# Cordilura femoralis
Cordilura femoralis är en tvåvingeart som beskrevs av Sun 1993. Cordilura femoralis ingår i släktet Cordilura och familjen kolvflugor.
Artens utbredningsområde är Heilongjiang (Kina). Inga underarter finns listade i Catalogue of Life.